# Josh Duhamel
Joshua David "Josh" Duhamel (Minot, 14 de novembro de 1972) é um ator e ex-modelo americano, famoso por seus papéis como Danny McCoy em Las Vegas e Tenente-Coronel William Lennox em Transformers, Transformers: Revenge of the Fallen e Transformers: Dark of the Moon.

## Família e carreira
Os seus pais divorciaram-se quando ainda era criança, tendo este sido criado pela sua mãe e com as três irmãs: Ashley, Cassidy e Mckenzie.
Duhamel frequentou o curso de Biologia na Universidade Estatal de Minot e fez parte da equipe de futebol da mesma.
Josh mudou-se para a Califórnia, onde começou a trabalhar como modelo para revistas de moda, ganhando o prémio de Modelo do Ano, em 1997. Em 1999 iniciou a sua carreira de ator, entrando em O Retrato de Dorian Gray como protagonista. A sua estreia em televisão deu-se na telenovela All My Children (da ABC) e, em 2003, entrou na série de sucesso Las Vegas, que era transmitida em horário nobre.
Em 2004 atingiu a notoriedade ao participar no filme Um encontro com seu ídolo e O retrato de Dorian Gray, em que contracenava com Kate Bosworth e Topher Grace.
Duhamel teve também uma participação no filme de terror Turistas (que estreou em Dezembro de 2006), realizado por John Stockwell.
Josh aparece no clipe "Genie in a Bottle" de 1999,  da cantora Christina Aguilera.
Em 2007 atuou no filme Transformers de Michael Bay com Shia LaBeouf e Megan Fox, o filme teve mais duas continuações Transformers: Revenge of the Fallen e Transformers: Dark of the Moon (este sem Megan Fox no elenco) Transformers de Michael Bay tornou-se uma das franquias de maior sucesso e bilheteria mundial, com mais de US$ 2,6 bilhões.
Em 2013, foi escalado para apresentar a maior premiação infantil do mundo, o Kids Choice Awards, do canal infanto-juvenil Nick.

## Vida pessoal
Josh vive atualmente em Brentwood, Los Angeles. Em 10 de janeiro de 2009 casou-se com a cantora Fergie na Church Estates Vineyard. Em Fevereiro de 2013, ele e Fergie anunciaram a espera de seu 1º filho. No dia 29 de agosto de 2013, nasceu em Los Angeles, Califórnia, Axl Jack Duhamel, primeiro filho de Josh com sua então esposa, Fergie.
No dia 14 de setembro de 2017, o casal Duhamel (Fergosh) anunciou a separação para revista People e disse: "Com absoluto amor e respeito, decidimos nos separar como um casal no começo desse ano". O divórcio foi finalizado dois anos depois.

## Filmografia

### Cinema
| Ano  | Filme                               | Papel                          |
| ---- | ----------------------------------- | ------------------------------ |
| TBA  | Blackout                            | Cain                           |
| 2020 | Think Like a Dog                    | Lukas                          |
| 2020 | The Lost Husband                    | James O'Connor                 |
| 2019 | The Buddy Games                     | Bobfather                      |
| 2019 | Capsized: Blood in the Water        | John Lippoth                   |
| 2018 | Love, Simon                         | Jack Spier                     |
| 2017 | Transformers: O Último Cavaleiro    | Tenente-Coronel Willian Lennox |
| 2017 | CHiPs                               | Rick                           |
| 2017 | Esta É A Sua Morte                  | Adam Rogers                    |
| 2017 | The Institute                       | Detetive                       |
| 2014 | Caminhos Perdidos                   | Evan                           |
| 2013 | Movie 43                            | Anson                          |
| 2013 | Safe Haven                          | Alex                           |
| 2012 | Fogo contra Fogo                    | Jeremy Coleman                 |
| 2011 | New Year's Eve                      | Sam                            |
| 2011 | Transformers: Dark of the Moon      | Tenente-Coronel William Lennox |
| 2010 | The Romantics                       | Tom                            |
| 2010 | Life as We Know It (filme)          | Eric "Mess" Messer             |
| 2010 | Ramona and Beezus                   | Hobart                         |
| 2010 | When in Rome                        | Nick Beamon                    |
| 2009 | Transformers: Revenge of the Fallen | Major William Lenoxx           |
| 2007 | Transformers                        | Capitão William Lennox         |
| 2006 | Turistas                            | Alex                           |
| 2004 | Win a Date with Tad Hamilton!       | Tad Hamilton                   |

### Televisão
| Ano       | Série                                | Papel                            |
| --------- | ------------------------------------ | -------------------------------- |
| 2003-2008 | Las Vegas                            | Danny McCoy (77 episódios)       |
| 2004-2005 | Crossing Jordan                      | Danny McCoy (2 episódios)        |
| 2002      | Ed                                   | Richard Reed (1 episódio)        |
| 1999-2002 | All My Children                      | Leo du Pres (1 episódio)         |
| 2013      | Nickelodeon Kids' Choice Awards 2013 | Josh Duhamel (Apresentador)      |
| 2015      | Battle Creek                         | Special Agent Milton Chamberlain |
| 2016      | 11/22/63                             | Frank Dunning                    |
| 2017      | LA to Vegas                          | Capitão Kyle                     |
| 2018      | Unsolved                             | Detetive Greg Kading             |
| 2021      | Jupiter's Legacy                     | Sheldon Sampson                  |
| TBA       | The Thing About Pam                  | Joel Schwartz                    |

### Jogos
| Ano  | Jogo                  | Papel                            |
| ---- | --------------------- | -------------------------------- |
| 2017 | Call of Duty: WWII    | Sargento-Técnico William Pierson |
| 2022 | The Callisto Protocol | Jacob Lee                        |